# Uncaria nervosa
Uncaria nervosa är en måreväxtart som beskrevs av Adolph Daniel Edward Elmer. Uncaria nervosa ingår i släktet Uncaria och familjen måreväxter. Inga underarter finns listade i Catalogue of Life.